# Калиново (Нев'янський міський округ)
Кали́ново (рос. Калиново) — селище у складі Нев'янського міського округу Свердловської області.
Населення — 2554 особи (2010, 2949 у 2002).
До 12 жовтня 2004 року селища мало статус селища міського типу.